# Jonah Madeira
Jonah Madeira (* 2000 in Deutschland) ist ein deutsch-australisch-osttimoresischer Fußballspieler. Seit 2024 ist der Mittelfeldspieler in der osttimoresischen Fußballnationalmannschaft.

## Karriere
Madeira gilt als athletisch und ist beidfüßig, weswegen er auf beiden Seiten des Mittelfeldes eingesetzt wurde.

### Verein
Der Sohn einer australischen Mutter und eines osttimoresischen Vaters wurde in Deutschland geboren. Er erlernte das Fußballspielen auf dem South Coast Baptist College, einer australischen Fußballakademie. Danach spielte er in Westaustralien beim UWA-Nedlands FC und bei der Jugendmannschaft des BSC Acosta Braunschweig.
Madeira spielte von 2020 bis 2021 für den TSV Germania Lamme (Landesliga Sachsen-Anhalt Mitte), von 2021 bis 2022 für den SV Rot-Weiß Kemberg (Verbandsliga Sachsen-Anhalt) und 2022 für den 1. FC Romonta Amsdorf. Am 1. Januar 2023 wechselte er zum SG Union Sandersdorf (Kreisliga) und dann für ein halbes Jahr zu SV Blau-Weiß Zorbau (Verbandsliga). Den Verein verließ er überraschend auf eigenen Wunsch. 2025 ist Madeira Spieler beim Craigieburn FC in Australien.

### Nationalmannschaft
Am 26. Februar 2025 gab die Federação Futebol Timor-Leste bekannt, dass Madeira einer von drei neuen Spielern im Nationalteam des südostasiatischen Landes ist.